# Азлоцилін
Азлоцилін — синтетичний антибіотик із групи пеніцилінів для парентерального застосування. Він демонструє антибактеріальну дію проти широкого спектру бактерій, включаючи Pseudomonas aeruginosa, і, на відміну від більшості цефалоспоринів, проявляє активність щодо ентерококів.

## Фармакологічні властивості
Азлоцилін — синтетичний антибіотик широкого спектра дії з групи пеніцилінів, підгрупи уреїдопеніцилінів. Препарат має бактерицидну дію, що зумовлена порушенням синтезу клітинної стінки бактерій. До азлоциліну чутливі такі мікроорганізми: стафілококи, стрептококи, клебсієли, клостридії, нейсерії, шиґели, сальмонели, Pseudomonas spp., Serratia spp., Citrobacter spp., лістерії, Proteus spp., Actinomyces spp., Yersinia spp., Escherichia coli, Haemophilus spp., Morganella spp., Bacteroides spp., пептококи, пептострептококи. До препарату нечутливі віруси, хламідії, рикетсії, грибки. Азлоцилін нестійкий до дії бета-лактамаз, тому застосування препарату обмежене. Найбільше клінічне значення має активність азлоциліну проти Pseudomonas aeruginosa (серед препаратів групи пеніцилінів вищу активність до синьогнійної палички має лише піперацилін і рівнозначну — тикарцилін), активність до Staphylococcus aureus незначна у зв'язку зі здатністю стафілококів до високого рівня вироблення бета-лактамаз. У зв'язку із нестійкістю препарату та низькою ефективністю доза азлоциліну може становити до 20 г/добу.

### Фармакокінетика
Азлоцилін після парентерального введення добре розподіляється в організмі та створює високі концентрації в більшості тканин та рідин організму. Препарат у помірній кількості (40%) зв'язується з білками плазми крові. Біодоступність при внутрішньом'язовому введенні азлоциліну не встановлена, при внутрішньовенному становить 100%. Азлоцилін проникає через гематоенцефалічний бар'єр при менінгіті. Препарат проникає через плацентарний бар'єр та виділяється в грудне молоко. Азлоцилін частково метаболізується у печінці із утворенням як активних, так і неактивних метаболітів. Період напіввиведення препарату становить 1 годину, при порушеннях функції печінки та нирок цей час може збільшуватися.

## Показання до застосування
Азлоцилін може застосовуватися при інфекціях, спричинених чутливими до антибіотика збудниками: захворювання дихальної системи (пневмонії, абсцеси легень, емпієма плеври), сепсис, менінгіт та абсцес мозку, інфекції шкіри та м'яких тканин, інфіковані рани і опіки, перитоніт, ендометрит, інфекції травної системи та жовчних шляхів.

## Побічна дія
При застосуванні азлоциліну можливі наступні побічні ефекти:
- Алергічні реакції — нечасто (0,1—1%) висипання на шкірі, свербіж шкіри, кропив'янка; рідко (0,01—0,1%) гарячка, васкуліт, анафілактичний шок.
- З боку травної системи — нечасто нудота, блювання, діарея, метеоризм.
- З боку нервової системи — при внутрішньовенному введенні у високих дозах порушення нюхових та смакових відчуттів, збудження, судоми, галюцинації.[2]
- З боку сечовидільної системи — рідко (0,01—0,1%) гострий інтерстиціальний нефрит.
- Зміни в лабораторних аналізах — нечасто (0,1—1%) підвищення активності амінотрансфераз та лужної фосфатази; рідко (0,01—0,1%) підвищення рівня білірубіну в крові; дуже рідко транзиторні лейкопенія, тромбоцитопенія, панцитопенія.
- Місцеві реакції — рідко (0,01—0,1%) болючість, почервоніння шкіри та тромбофлебіт у місці ін'єкції.

## Протипокази
Азлоцилін протипоказаний при підвищеній чутливості до бета-лактамних антибіотиків. З обережністю застосовують препарат при вагітності. Під час лікування азлоциліном рекомендовано припинити годування грудьми.

## Форми випуску
Азлоцилін випускається у вигляді порошку в флаконах для ін'єкцій по 0,5; 1,0; 2,0; 5,0 та 10,0 г. Станом на 2015 рік в Україні не зареєстрований.